# サンティアゴ・ゴメス・コラ
サンティアゴ・ゴメス・コラ（Santiago Gómez Cora、1978年7月25日 - ）は、アルゼンチンのラグビー指導者。現在7人制アルゼンチン代表のヘッドコーチを務めている。

## プロフィール
- アルゼンチン・ブエノスアイレス出身[1]。
- ポジションはフルバック(FB)。
- 7人制アルゼンチン代表に選ばれたことがある[2]。

## 略歴
現役引退後、2013年、7人制アルゼンチン代表のヘッドコーチに就任。
そして2021年、東京五輪ではアルゼンチン銅メダル獲得に貢献。